# Goéland pontique
Larus cachinnans
Espèce
Statut de conservation UICN

 LC  : Préoccupation mineure
Le Goéland pontique (Larus cachinnans) est une espèce d'oiseaux de la famille des Laridae, longtemps considérée comme conspécifique du Goéland leucophée (Larus michahellis).

## Description
Le Goéland pontique mesure de 56 à 68 cm de longueur.

## Répartition
Fin du XXe siècle, cet oiseau était connu comme reproducteur de la mer Noire à la mer Caspienne et dans l'est du Kazakhstan et comme hivernant dans le sud et le sud-ouest de l'Asie, au Moyen-Orient et dans le nord-est de l'Afrique.
Depuis quelques années, il niche aussi en Europe centrale (Pologne, Lituanie...) et hiverne en Europe occidentale (Benelux, nord de la France).

## Habitat

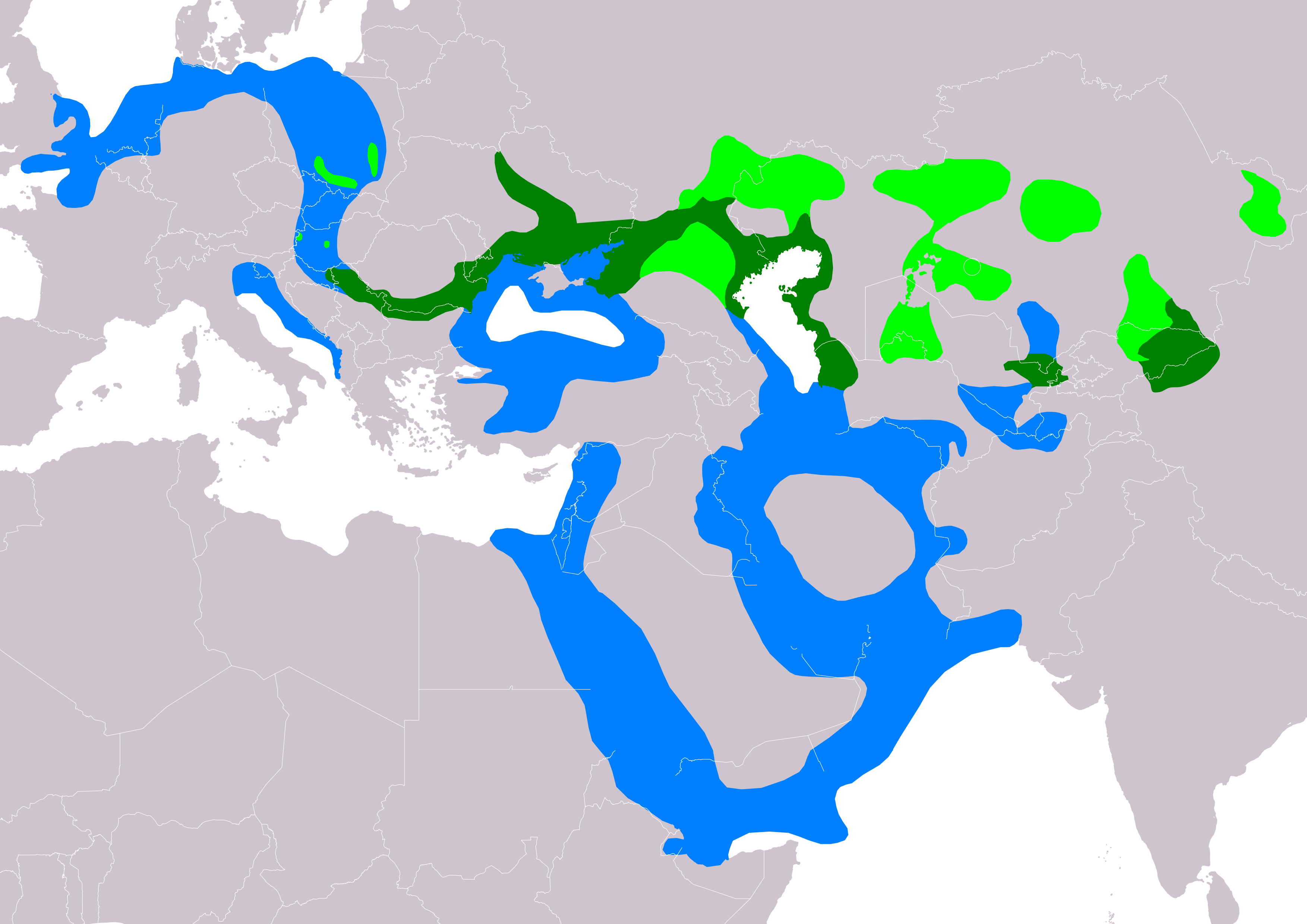

Le Goéland pontique niche dans les dunes, les îles, les lacs des steppes et au bord des cours d'eau.

## Taxinomie
D'après Alan P. Peterson, cette espèce est constituée des trois sous-espèces suivantes :
- Larus cachinnans barabensis  Johansen,H 1960
- Larus cachinnans cachinnans  Pallas 1811
- Larus cachinnans mongolicus  Sushkin 1925